# Юрген Бекер
Юрген Бекер (на немски: Jürgen Becker) е германски писател, поет и автор на радиопиеси.

## Биография
Юрген Бекер е роден на 10 юли 1932 г. в Кьолн. През 1939 г. семейството се преселва в Ерфурт и военното детство на бъдещия писател преминава в Тюрингия. През 1947 г., след края на войната Бекер отива в град Валдбрьол, Западна Германия. През 1950 г. се завръща в родния си град Кьолн. Тук постъпва в гимназия и полага матура през 1953 г. После следва германистика, но през 1954 г. напуска университете.
През следващите години Бекер пробва различни дейности. От 1959 до 1964 г. е сътрудник на Западногерманското радио, а от 1964 до 1966 г. е редактор в издателство „Роволт“. От 1968 г. е писател на свободна практика.
Юрген Бекер излиза на литературната сцена през 60-те години с остро еспериментален писателски стил, който се противопоставя на традиционните форми на разказа. През по-късните години тази тенденция отслабва, а природата и пейзажът отново заемат важно място в лириката на Бекер.
Наред с поезията, която е сърцевината на творчеството му, Бекер създава също разкази и радиопиеси. След 1994 г. излизат негови публикации в издаваното от Академията на изкуствата, Берлин списание Зин унд форм.
В основанията за присъждането на престижната литературна награда Георг Бюхнер, която Бекер получава през 2014 г., го определят като „важен глас в съвременната поезия, който ще има решително влияние в немската литература в бъдеще“
От 1960 г. Юрген Бекер участва в свободното литературно сдружение Група 47, чиято награда спечелва на последната среща през 1967 г.
От 1969 г. Бекер е член на немския ПЕН клуб и на Академията на изкуствата, Берлин, от 1974 г. – на Немската академия за език и литература, Дармщат, от 1984 г. – на Академията за наука и литература, Майнц а от 2009 г. и на Академията за наука и литература в Северен Рейн-Вестфалия.

## Награди и отличия
- 1964: Niedersächsischer Förderungspreis für Junge Künstler in der Sparte Literatur
- 1965/1966: Stipendium in der Deutschen Akademie Rom Villa Massimo
- 1967: „Наградата на Група 47“
- 1980: „Голямата литературна награда на Баварската академия за изящни изкуства“
- 1980: „Наградата на немската критика“
- 1987: „Бременска литературна награда“
- 1994: „Награда Петер Хухел“
- 1994: „Берлинска литературна награда“
- 1995: „Награда Хайнрих Бьол“
- 1998: Rheinischer Literaturpreis Siegburg
- 2001: „Награда Уве Йонзон“[6]
- 2006: „Награда Херман Ленц“
- 2007: „Дюселдорфска литературна награда“
- 2009: Schiller-Ring der Deutschen Schillerstiftung
- 2011: „Тюрингска литературна награда“
- 2013: Günter-Eich-Preis[7]
- 2014: „Награда Георг Бюхнер“